# Mesomexovis punctatus
Espèce
Synonymes
- Vaejovis punctatus Karsch, 1879
- Hoffmannius punctatus (Karsch, 1879)
- Vaejovis nigropictus Pocock, 1898

Mesomexovis punctatus est une espèce de scorpions de la famille des Vaejovidae.

## Distribution
Cette espèce est endémique du Mexique. Elle se rencontre en Oaxaca, au Puebla, en Hidalgo, au Guanajuato, au Querétaro et à Mexico.

## Description
Le tronc de la femelle holotype mesure 12-13 mm et la queue 21 mm.

## Systématique et taxinomie
Cette espèce a été décrite sous le protonyme Vaejovis punctatus par Karsch en 1879. Elle est placée dans le genre Hoffmannius par Soleglad et Fet en 2008 puis dans le genre Mesomexovis par González Santillán et Prendini en 2013.
Les sous-espèces Vaejovis punctatus spadix et Vaejovis punctatus variegatus ont été élevées au rang d'espèce par González Santillán et Prendini en 2013.

## Publication originale
- Karsch, 1879 : « Scorpionologische Beiträge. Part II. » Mittheilungen des Münchener Entomologischen Vereins, vol. 3, p. 97-136 (texte intégral).